# Dönibach
Der Dönibach (im Oberlauf Chaltbrunne genannt) ist ein 3,1 km langer linker Zufluss der Reppisch in den Gemeinden Bergdietikon und Dietikon in den Schweizer Kantonen Aargau und Zürich. Er entwässert ein 1,9 Quadratkilometer grosses Gebiet am Osthang des Heitersbergs. Zur Unterscheidung des gleichnamigen Zuflusses wird er auch als Oberer Dönibach bezeichnet.
Frühere belegte Namen sind Dünnen 1367, Thünjbach 1638, Dünne Bach 1795, Lochbach, Dünnenbach sowie die Tünnern, was Bächlein mit dünnem, schwachem Wasserfaden bedeutet. Eine ähnliche Namensentwicklung hat der Fluss Dünnern im Kanton Solothurn durchgemacht. Nach einer Flurbereinigung wurde das damals Dünnenbach genannte Gewässer in Tönibach umbenannt.

## Geographie

### Verlauf
Der Bach entspringt auf 669 m ü. M. im Waldreservat Egelsee-Wälleflüehau oberhalb von Kindhausen und unterhalb der Seematten, dem verlandeten südlichen Teil des Egelsees. Er fliesst anfangs vorwiegend in südöstliche Richtung und nimmt nach rund 100 Metern den 300 Meter längeren Bach aus dem Chatzenstrick auf, der unterhalb der Ruine Kindhausen entspringt. Er verlässt das Waldgebiet und verläuft von da an eingedolt unter Feldern. In diesem Abschnitt nimmt er den Bach aus der Rossweid von links sowie den Bach aus dem Hofacher von rechts auf. Nach rund 800 Metern tritt er wieder an die Oberfläche und tangiert nun von dichtem Gehölz gesäumt den Ortsteil Kindhausen im Süden. Dabei fliesst er in zwei grösseren Bögen vorwiegend in nordöstliche Richtung. Er nimmt den Bach aus der Oberi Zelg auf, ehe er sich wieder gegen Südosten wendet und wenig unterhalb in Baltenschwil den Unteren Dönibach von rechts aufnimmt. Kurz nach Baltenschwil bildet der Dönibach bis zu seiner Mündung in die Reppisch die Grenze zum Kanton Zürich, beziehungsweise die Grenze zwischen den Gemeinden Bergdietikon und Dietikon. Er mündet schliesslich auf 404 m ü. M. nach rund 3 Kilometer langem Lauf südlich der Flur Grunschen in die Reppisch.

### Einzugsgebiet
Das Einzugsgebiet des Dönibachs misst 1,9 km², wovon 45,4 % landwirtschaftliche Fläche, 42,1 % bestockte Fläche, 12,1 % Siedlungsfläche sowie 0,4 % unproduktive Fläche ist. Der höchste Punkt wird am Heiterberg beim Guggehülistei mit 787 m ü. M. erreicht, der tiefste Punkt liegt an der Mündung bei 404 m ü. M., was einer Differenz von 383 Metern entspricht. Die durchschnittliche Höhe des Einzugsgebiets beträgt 612 m ü. M.
Im Norden liegt das Einzugsgebiet des Wilenbachs, der in den Spreitenbacher Dorfbach entwässert, im Süden das des Chellebachs, der via Gwindenbach in die Reppisch fliesst  sowie das des Pflanzerbachs, der in die Reuss entwässert.

### Zuflüsse
Direkte und indirekte Zuflüsse des Dönibachs mit Länge und Mündungshöhe:
Dönibach-Quelle (669 m ü. M.)
- Chatzenstrick (rechts), 0,4 km (638 m ü. M.)
- Rossweid (links), 0,28 km (602 m ü. M.)
- Hofacher (rechts), 0,92 km (592 m ü. M.)
  - Waldhof 3 (links), 0,75 m (674 m ü. M.)
  - Waldhof 1 (links), 0,25 km (671 m ü. M.)
    - Waldhof 2 (rechts), 0,75 m (677 m ü. M.)

  - Burg (links), 0,17 km (662 m ü. M.)
- Oberi Zelg (links), 0,76 km (538 m ü. M.)
- (Unterer) Dönibach (rechts), 1,1 km (445 m ü. M.)
  - Chelle (rechts), 0,1 km (561 m ü. M.)

Dönibach-Mündung (404 m ü. M.)